# Gollnerberg (Breitenberg)
Gollnerberg ist ein Gemeindeteil der Gemeinde Breitenberg und eine Gemarkung im niederbayerischen Landkreis Passau.
Das Dorf Gollnerberg liegt etwa drei Kilometer südlich von Breitenberg.
Die Gemarkung Gollnerberg liegt im Süden der Gemeinde Breitenberg. Auf ihr liegen die Gemeindeteile Gollnerberg, Gollnerhäuser, Hangerleiten, Kohlstatt und Neumühle. Sie grenzt im Osten an die Oberösterreich, im Süden an die Gemarkung Thalberg, Im Westen an die Gemarkung Schönberg und im Norden an die Gemarkung Breitenberg.

## Geschichte
Der Ort im Amt Wenzelsreuth des Landgerichtes Wegscheid im ehemaligen Hochstift Passau fiel bei der Säkularisation 1803 mit dem größten Teil des hochstiftischen Gebietes an Erzherzog Ferdinand von Toskana und kam erst 1805 an Bayern. Im Zuge der Verwaltungsreformen in Bayern entstand mit dem Gemeindeedikt von 1818 die Gemeinde Gollnerberg. Sie umfasste 1961 eine Fläche von 498,75 Hektar neben dem Dorf Gollnerberg die Orte Gollnerhäuser, Hangerleiten, Kohlstatt und Neumühle. Am 1. Januar 1971 wurde die Nachbargemeinde Schönberg nach Breitenberg eingegliedert. Am 1. April 1971 kam Gollnerberg hinzu. Die Gemeinde Gegenbach folgte am 1. Januar 1972.